# 優素福·納扎爾
優素福·納扎爾（阿拉伯语：يوسف نزال，1937年—1972年9月6日），代號東尼（Tony），是巴勒斯坦黑色九月組織八名成員的副手，該組織於1972年9月5日入侵慕尼黑奧運村康諾利街31號，並在兩名成員（舉重選手約瑟夫·羅曼和摔跤教練摩西·溫伯格）於最初的挾持行動中被殺後，挾持了九名以色列奧運代表隊成員為人質。在人質危機期間播出的電視影像顯示，納扎爾經常似乎總是在抽菸、戴著太陽眼鏡、穿著開領紅色襯衫、頭戴牛仔帽，因此被認定為「牛仔」。根據作者塞爾吉·格魯薩德的說法，納扎爾「喜歡被稱為格瓦拉」。

## 早年生活
根據阿布·道德的說法，納扎爾是阿西法（法塔赫的武裝組織）的年輕軍官，在1971年底時，他以黎巴嫩南部的納巴泰為基地，參與了跨越邊境到以色列的行動。在約旦驅逐巴勒斯坦解放組織之後，納扎爾曾於1970年在安曼參加戰鬥，並在1971年7月的傑拉什和阿傑隆戰役中參戰。據道德稱，納扎爾是一名「非常優秀的戰士」，在以色列對黎巴嫩南部進行致命空襲後，他曾懇求阿布·伊亞德「在某處組織一些行動」以報復以色列。納扎爾後來搬到西德求學。根據賽門·李維的說法，納扎爾曾在慕尼黑一家石油公司工作。

## 慕尼黑慘案

### 襲擊前幾天
據報導，納扎爾於8月11日或12日飛往利比亞接受「密集訓練」，準備襲擊以色列宿舍。在襲擊之前的幾個星期，納扎爾、襲擊的領導人盧提夫·阿菲夫和阿布·道德假裝成巴西遊客，對奧運村進行偵察，在道德與守在其中一個入口的守衛建立關係後，成功進入村內。道德聲稱，在這次訪問中，納扎爾、阿菲夫和他本人在一名毫無戒心的以色列女性陪同下，得以進入康諾利街31號，從而獲得關鍵資訊，例如大樓的布局、每間公寓有多少運動員，以及他們在哪裡睡覺。賽門·李維表示，納扎爾和阿菲夫都能夠在奧運村找到臨時工作，其中納扎爾擔任廚師。阿菲夫和納扎爾會坐在一起下棋，並觀察康諾利街31號內外運動員的進出，為攻擊做準備。烏拉圭官員路易斯·弗里德曼（Luis Friedman）於襲擊前一天早上8點在康諾利街31號公寓內發現納扎爾。據報導，納扎爾害羞地用英語告訴弗里德曼，這棟大樓裡有人偶爾會送他水果；弗里德曼隨後把他能拿的水果都給了他。

### 菲斯滕費爾德布魯克
在菲斯滕費爾德布魯克空軍基地著陸後，阿菲夫和納扎爾各自離開他們的UH-1直升機，慢慢地走到停機坪上150公尺外的波音727機型前檢查。納扎爾在外面等候，阿菲夫則進去檢查飛機。發現空無一人後，這兩人立即懷疑這是一個陷阱，於是小跑回來，向看守兩架載有以色列運動員的直升機的六名恐怖分子同胞大聲警告。當他們奔跑時，該地區亮起了燈光，警察指揮官George Wolf躺在控制塔屋頂的三名狙擊手身旁，指示他們開火。兩聲槍響，打中了看守直升機的兩名恐怖分子；艾哈邁德·奇克·塔（Ahmed Chic Thaa）和阿菲夫·艾哈邁德·哈米德都倒在了地上，不過只有一人被直接擊斃。另一槍擊中納扎爾的腿部，使他倒在停機坪上。他的一名恐怖分子同伴，18歲的賈馬爾·加希被射穿手腕。
儘管納扎爾在交火中受傷，但他還是在警察、警犬和西德邊防人員的追捕下，穿越機場逃到一個停車場。他又成功地躲避了他們一小時，在凌晨1點30分左右被逼到牆角並遭槍擊身亡，不過在此之前，他還朝一名西德邊境守衛的脖子開了一槍。

## 後續
納扎爾和他的四位同胞的遺體被移交給利比亞，在的黎波里烈士廣場舉行了三萬人的遊行後，他們被埋葬在西迪·穆奈代斯公墓。

## 大眾文化
納扎爾曾由演員賈姆希德·「吉姆」·索海利（Djamchid "Jim" Soheili）在1976年電視電影《21 Hours at Munich》中飾演，以及由梅里克·塔德羅斯（Merik Tadros）在史蒂芬·史匹柏的2005年電影《慕尼黑》中飾演。